# Гарнаги
Гарна́ги — родина українських гончарів другої половини XIX — XX століття з села Дибинців (нині Білоцерківський район Київської області, Україна).
Саливон (?–?) робив миски. Брати: Василь (?–?) — один з кращих дибинецьких гончарів початку XX століття, цехмістер гончарного братства у Дибинцях; та Дмитро (?–?) виготовляли розписні миски, полумиски, тарілки.
Син Дмитра — Герасим (нар. 19 лютого (4 березня) 1901 — пом. 24 липня 1965) член Спілки радянських художників України з 1962 року. Гончарній справі навчався у батька. Виготовляв переважно миски, полумиски, тарілки, кухлики, глечики, макітри, декоровані підполивним контурним розписом і фляндрівкою з використанням типових для дибинецької кераміки рослинних та геометричних візерунків, зображенням риб, птахів тощо.
Вироби майстрів зберігаються у Національному музеї українського народного декоративного мистецтва у Києві.